# Langobardi
Langobardi (latinsko Langobardi, italijansko Longobardi) ali Lombardi so bili germansko ljudstvo iz severne Evrope, ki je od leta 568 do 774 vladalo v večjem delu Apeninskega polotoka. V severni Italiji so ustanovili Italsko kraljestvo, ki so ga leta 774 osvojili Franki. 
Langobardski zgodovinar Pavel Diakon v Zgodovini Langobardov (Historia Langobardorum) piše, da so bili potomci majhnega plemena Vinili iz južne Skandinavije (Scadanan), od koder so se izselili zaradi iskanja novih ozemelj. V 1. stoletju so bili del Svebov v severozahodni Germaniji. Do konca 5. stoletja so se preselili približno na ozemlje sedanje Avstrije severno od Donave, kjer so podjarmili Herule, kasneje pa so se pogosto vojskovali z Gepidi. Njihov kralj Audoin je leta 551 ali 552 porazil gepidskega poglavarja Turisinda. Njegov naslednik Alboin je uničil Gepide v bitki pri Ansfeldu leta 567.
Po zmagi se je odločil, da bo svoje ljudstvo odpeljal v Italijo, kie je bila po gotskih vojnah med Bizantinskim cesarstvom in Ostrogoti (535-554) zelo opustošena in razseljena. Langobardom so se pridružili številni Sasi, Heruli, Gepidi, Bolgari, Turingi in Ostrogoti, zato se njihovi invaziji v Italijo ni bilo moč upreti. Do konca leta 569 so osvojili celo severno Italijo in velika mesta severno od reke Pad, razen Pavie, ki je padla leta 572. Zasedli so tudi dele srednje in južne Italije. V severni in srednji Italiji so ustanovili Langobardsko kraljestvo, ki se je kasneje preimenovalo v Italsko kraljestvo (Regnum Italicum). Kraljestvo je doseglo svoj višek v 8. stoletju pod kraljem Liutprandom. Leta 774 so kraljestvo podjarmili Franki kralja Karla Velikega in ga vključili v svoje cesarstvo. V južnih delih Apeninskega polotoka so še v 11. stoletju vladali langobardski plemiči, dokler jih niso premagali Normani in njihovo ozemlje priključili h grofiji Siciliji. V obdobju, ko je bila južna Italija pod langobardsko oblastjo, je bila znana kot Langbarðaland – dežela Langobardov. Njihovo ime se je ohranilo v imenu severnoitalijanske pokrajine Lombardije.

## Zgodovina

### Zgodnja zgodovina

#### Legendarni izvor in ime
Najbolj popoln vir podatkov o izvoru, zgodovini in običajih Langobardov je Zgodovina Langobardov, ki jo je v 8. stoletju napisal benediktinec Pavel Diakon. Pavlov glavni vir podatkov o njihovem poreklu je bila knjiga Origo Gentis Langobardorum (Izvor langobardskega ljudstva) iz 7. stoletja.
Origo Gentis Langobardorum pripoveduje zgodbo o majhnem plemenu Vinili iz južne Skandinavije (Skadanan). Codex Gothanus trdi, da so Vinili živeli najprej ob reki Vindilicus na skrajni meji Galije. Razdeljeni so bili v tri skupine. Ena od njih je zapustila svojo domovino in odšla iskat plodnejšo zemljo. Eden od razlogov za selitev je bila verjetno prenaseljenost. Izseljenci pod vodstvom bratov Iborja in Aja in njune matere Gambare je prišla v deželo Skoringa, ki bi lahko bila na obali Baltika ali Bardengau ob reki Labi. V Skoringi so vladali Vandali. Njihova poglavarja, brata Ambri in Asi, sta Vinilom ponudila dve možnosti: vojno ali podložništvo in plačevanje davka. 
Vinili, mladi in hrabri, so plačevanje davka zavrnili rekoč: »Bolje je, da branimo svojo svobodo z orožjem, kot da jo omadežujemo s plačevanjem davka«. Vandali so se začeli pripravljati na vojno in za nasvet vprašali boga Godana (Odin). Godan jim je odgovoril, da bo dal zmago tistemu, katerega bo prvega zagledal ob sončnem vzhodu. Vinili so bili manj številčni,  zato je Gambara prosila za pomoč Godinovo ženo, boginjo Frigg. Boginja ji je svetovala, naj ženske svoje lase počešejo čez obraz in jih zvežejo, da bodo videti kot brada, in korakajo v vrsti skupaj s svojimi možmi. Ob sončnem vzhodu je Frea obrnila moževo posteljo proti vzhodu in ga zbudila. Godan je zato najprej zagledal Vinile in vprašal ženo: »Kdo so ti dolgobradci?«. Frigg mu je odgovorila: »Gospod moj, če si jim dal ime, jim daj tudi zmago«. Od takrat so bili Vinili znani kot Dolgobradci – Langobardi (ali Lombardi). 
Ko je Pavel Diakon pisal Zgodovino Langobardov (787-796), je bil katoliški menih in navdušen kristjan, zato je menil, da so poganske zgodbe o poreklu njegovega ljudstva neprimerne in smešne. Za ime Langobardi je trdil, da je povezano z njihovimi dolgimi bradami. Sodobna teorija domneva, da njihovo ime izhaja iz besede Langbarðr – enega od imen boga Odina. Priester trdi, da so Vinili ob spremembi imena hkrati zamenjali tudi svoj stari kult plodnosti s kultom Odina. Fröhlich Priesterjev potek dogodkov obrača in trdi, da so Langobardi začeli puščati dolge brade šele po sprejetju Odinovega kulta, kar naj bi se odrazilo v njihovem novem imenu. Bruckner poudarja, da je njihovo ime tesno povezano s čaščenjem boga Odina, katerega ime je pogosto vključevalo tudi naslova Dolgobradi in Sivobradi, in da langobardsko osebno ime Ansegranus – tisti z brado bogov, kaže, da so imeli Odina za svoje vrhovno božanstvo. Isti staronordijski koren barth ali barði, ki pomeni brada, je povezan tudi z legendarnimi skandinavskimi Heaftobeardani, katere včasih istovetijo s Heruli, ki so bili okoli leta 500 smrtni sovražniki Dancev.
Po drugi strani nekateri etimološki viri kažejo na starovisokonemški koren barta, ki pomeni sekira in je povezan z besedo helebarda, medtem ko Edward Gibbon trdi, da ime Langobardov izhaja iz besede Börde (ali Börd), ki še vedno pomeni plodno ravnino na obeh bregovih reke. Lange Börde, na primer, se imenuje okrožje pri Magdeburgu. Po njegovi razlagi so bili Langobardi »prebivalci dolge plodne ravnine ob reki«. Domneva se, da se sledovi njihovega imena skrivajo tudi v krajevnih imenih, na primer Bardengau in Bardewick ob reki Labi.
Pavel Diakon ni bil edini pisec langobardske zgodovine. Galecijski krščanski duhovnik, zgodovinar in teolog Pavel Orosij piše, da so Vinili/Langobardi živeli prvotno v Vinoilotu/Vinovilitu, severno od Uppsale na Švedskem. Skoringa naj bi bila v bližini sedanje švedske province Uppland malo severno od Östergötlanda. Zgodovinar razlaga tudi etimologijo imena Skoringa: 
Obale Upplanda in Östergötlanda so bile pokrite z majhnimi skalami in skalnatimi otoki, ki so se po nemško imenovali Schæren, po švedsko pa Skiaeren, zato bi se pokrajina lahko imenovala Skorung or Skiærunga. 
Znanstveniki so odkrili mnogo podobnosti med langobardskimi in gotskim migracijskim izročilom. Stare legende kažejo, da je prišlo do velikih selitev plemen nekje med 1. in 2. stoletjem. V tem času so svoje domove v Skandinaviji morda zapustili tudi Tevtoni in Kimbri, se selili preko Germanije in nazadnje vdrli v rimsko Italijo.

#### Arheologija in selitve
Langobarde je prvi omenil rimski dvorni zgodovinar Mark Velej Paterkul leta 9 do 16 n. št., ko se je kot prefekt konjenice udeležil rimskega pohoda na sever. Paterkul pravi, da je bila pod Tiberijem »zlomljena moč Langobardov, ki so bili še bolj divji kot Germani«.
S kombiniranjem pričevanj Strabona (20 n. št.) in Tacita (117 n. št.) je moč ugotoviti, da so Langobardi kmalu po začetku krščanskega obdobja prebivali ob Havkih blizu ustja Labe. Strabon trdi, da so prebivali na obeh bregovih Labe, in jih ima za vejo Svebov.
Svetonij piše, da je rimski general Neron Druz porazil veliko vojsko Germanov in jih potisnil »na drug breg reke Albis (Laba)«. Poraženci so bili verjetno Langobardi in Hermundurji, ki jih kmalu zatem omenja Strabon.
Nemški arheolog Willi Wegewitz je več železnodobnih gobišč ob spodnji Labi prepoznal za langobardska. Grobišča so žgalna in večinoma iz obdobja od 6. stoletja pr. n. št. do 3. stoletja n. št., zato je opustitev naselij malo verjetna. Ozemlje ob spodnji Labi je spadalo v območje jastorfske kulture in postalo labsko-germansko in se je razlikovalo od ozemlja med Renom, Weserjem in Severnim morjem. Arheološke najdbe kažejo, da so bili Langobardi poljedelci.
Langobarde omenja tudi Tacit kot oddaljeno in agresivno svebsko pleme, eno od tistih, ki so častila boginjo Nerto – Mater zemlje, in podložno markomanskemu kralju Marobodu. Marobod je z Rimljani sklenil mir, zato Langobardi niso bili del germanske plemenske zveze, ki je leta 9 pod Arminijem v bitki v Tevtoburškem gozdu uničila tri rimske legije. Leta 17 je med Arminijem in Marobodom izbruhnila vojna, o kateri Tacit piše:
 Orožja niso dvignili samo Heruski in njihovi konfederati, ampak tudi Semnoni in Langobardi, oboji svebskega porekla, in se uprli Marobodovi nadoblasti. Heruski in Langobardi so se borili za svojo nekdanjo čast in nedavno pridobljeno neodvisnost.
Leta 47 je med Heruski izbruhnil upor, v katerem so izgnali svojega novega poglavarja, Arminijevega nečaka. Na prizorišču so se pojavili Langobardi z dovolj veliko vojsko, da je premagala Heruske in vrnila na oblast izgnanega poglavarja.
Kasij Dion je poročal, da je tik pred markomanskimi vojnami 6.000 Langobardov in Obijcev, za katere so včasih mislili, da so Ubijci, prešlo Donavo in napadlo Panonijo. Obe plemeni sta bili poraženi in njihovi napadi so prenehali. K takratnemu guvernerju Panonije Eliju Basu so kot odposlanca poslali markomanskega kralja Balomarja, ki je sklenil mir in napadalci so se vrnili v domovino, Langobardi ob spodnjo Labo. Približno takrat je Tacit v svoji Germaniji zanje zapisal, da so 
 ... maloštevilčni, a so kljub temu, da jih obkrožajo močnejša plemena, varni. Ne zato, ker so se uklonili, ampak zato, ker so v vojni nevarnosti kljubovalni in predrzni.
V 2. stoletju so se v obdobju Principata začela številna germanska plemena, med njimi Franki, Alemani, Bavarci in Sasi, združevati v večje plemenske zveze. Langobardi sprva niso bili omenjeni, morda zato, ker takrat še niso prišli do meje Rimskega cesarstva, ali zato, so bili podložni večjim plemenskim skupnostim, morda Sasom. Zelo mogoče je, da je znaten del Langobardov med selitvijo zaostal za njihovo glavnino in so jih na področju Labe absorbirala saška plemena, emigranti sami pa so obdržali ime Langobardi. Codex Gothanus po drugi strani pravi, da so Langobarde okrog leta 300 podjarmili Sasi, potem pa so se pod svojim prvim kraljem Agelmundom, ki je vladal trideset let, uprli. V drugi polovici 4. stoletja so Langobardi zapustili svoje domove, verjetno zaradi slabe letine, in se odpravili proti jugu.
Selitvev Langobardov leta 489 do njihove domovine Rugiland je potekala skozi več pokrajin: Skoringo ob Labi, za katero se domneva, da je bila njihova domovina, Mavringo, Golando, Antaibo, Bantaibo in Vurgundaibo. Po Ravenski kozmografiji je bila Mavringa pokrajina vzhodno od Labe.
Vstop v Mavringo je bil zelo težak, ker jim Asipiti (morda Uzipeti) niso dovolili prehoda preko svojega ozemlja. Za to pravico sta se zato borila najmočnejša moža iz vsakega plemena. Zmagal je Langobard in Langobardi so lahko nadaljevali pot.
Iz Mavringe so prišli v Golando. Znanstvenik Ludwig Schmidt meni, da je bila Golanda bolj proti vzhodu, morda na desnem bregu Odre. Schmidt domneva tudi, da je Golanda istovetna z Gotlandom, katerega ime pomeni »dobra zemlja«. Teorija je zelo verjetna, saj Pavel Diakon omenja, da so Langobardi prečkali reko, od koder bi lahko z ozemlja ob zgornji Odri skozi Moravska vrata dosegli Rugilando.
Iz Golande so preko pokrajin Antaib in Bantaib, in dosegli Vurgundaib, za katerega se domneva, da je pradomovina Burgundov. V Vurgundaibi so v njihov tabor vpadli Bolgari (verjetno Huni) in jih porazili. Kralj Agelmund je v boju padel. Nasledil ga je Lajmiho, ki je bil še mlad in je želel maščevati Agelmundovo smrt. Langobardi so po porazu verjetno postali hunski podložniki, vendar so se uprli in Hune v krvavi bitki porazili. Dobili so bogat plen in postali bolj samozavestni in predrzni.
V 540. letih je Audoin (vladal 546-560) povedel Langobarde preko Donave v Panonijo, kjer jih je cesar Justinijan nagovoril, naj napadejo Gepide. Leta 552 so Bizantinci z velikim kontingentom federatov, zlasti Langobardov, Herulov in Bolgarov, v bitki pri Tagini porazili zadnjega ostrogotskega kralja Teja.

### Italsko kraljestvo

#### OsvajanjeApeninskega polotoka
Leta 560 je Audoina nasledil sin Alboin, mlad in energičen kralj, ki je porazil in podjarmil Gepide. Leta 566 se je poročil z Rozamundo, hčerko gepidskega kralja Kunimunda in leta 568 povedel Langobarde v Italijo:
Potem so Lagobardi s svojimi ženami, otroki in vsem premoženjem zapustili Panonijo in odhiteli osvajat Italijo.
Alboinu so se prostovoljno ali pod prisilo pridružila tudi druga ljudstva: 
Langobardom se je z družinami vred pridružilo tudi najmanj 20.000 saških vojščakov, starih langobardskih zaveznikov.
Prvo pomembno mesto, ki so ga osvojili, je bil Forum Iulii (Čedad) v sedanji italijanski pokrajini Furlanija - Julijska krajina (569). Alboin je tam ustanovil vojvodino in jo prepustil svojemu nečaku Gizulfu. Kmalu zatem so padle tudi Vicenza, Verona in Brescia. Spomladi 569 so Langobardi osvojili Milano, glavno rimsko središče v severni Italiji. Italija je takrat okrevala po strašnih gotskih vojnah, zato majhna bizantinska vojska, ki so jo pustili za obrambo mesta, ni mogla narediti skoraj nič. Cesar Justin II. je v Italijo poslal eksarha Longina, ki je lahko branil samo obalna mesta, katera je lahko oskrbovalo močno bizantinsko ladjevje. Po tri leta trajajočem obleganju je leta 572 padla Pavia in postala prva prestolnica italskega Langobardskega kraljestva.
V naslednjih letih so Langobardi prodirali proti jugu, osvojili Toskano in ustanovili vojvodini Spoleto in Benevento, ki sta kmalu postali skoraj neodvisni in sta nazadnje celo preživeli svoje kraljestvo. Ohranili sta se še daleč v 12. stoletje. Kamor koli so Langobardi prišli, se jim je pridružilo ostrogotsko prebivalstvo, ki je skupaj z Rugijci sicer mirno živelo pod rimsko oblastjo. Bizantincem je uspelo obdržati samo okolico Ravene in Rima, ki ju je skozi Perugio povezoval ozek koridor.
Po prihodu v Italijo je del Langobardov obdržalo svojo pogansko vero, drugi del pa v je prestopil v arijansko krščanstvo. Langobardi zato niso bili v najboljših odnosih s katoliško cerkvijo. Postopoma so privzeli rimske naslove, imena in običaje in se v 7. stoletju, ne brez dolgotrajnih verskih in etničnih sporov, delno spreobrnili v pravoslavje. Pavel Diakon o tem času piše, da so langobardski jezik, oblačenje in pričeske popolnoma izginili.
Langobardsko kraljestvo je bilo razdeljeno na 36 vojvodin. Upravljali so jih vojvode iz njihovih glavnih mest, kralj pa jim je vladal preko svojih emisarjev – gastaldov. Takšna upravna delitev in samovolja neodvisnih vojvodin je povzročila neenotnost kraljestva. Postalo je šibko, celo v primerjavi z Bizantinskim cesarstvom, zlasti potem, ko je po začetni invaziji začelo okrevati. Šibkost kraljestva je bila še bolj očitna, ko so se soočili z vedno močnejšimi Franki. Kralji so zato poskušali centralizirati svojo oblast in zato dokončno izgubili oblast nad vojvodinama Spoleto in Benevento.

##### Langobardia maior
- Vojvodina Furlanija
- Vojvodina Trento
- Vojvodina Persiceta
- Vojvodina Pavia
- Vojvodina Tuscia

##### Langobardia minor
- Vojvodina Spoleto
- Vojvodina Benevento

#### Arijansko obdobje
Leta 572 je bil Alboin v Veroni umorjen v zaroti, ki jo je vodila njegova žena Rozamunda. Po umoru je pobegnila v Raveno. Po osemnajst mesecih krute vladavine so umorili tudi njegovega naslednika Klefa. Z njegovo smrtjo se je začelo medvladje, imenovano »vladavina vojvod«, v katerem vojvode niso izvolili nobenega kralja. Medvladje je bilo obdobje brezzakonja in nasilja. Leta 584 je kraljestvu grozila invazija Frankov, zato so vojvode za kralja izvolili Klefovega sina Autarija. Kralj se je leta 589 poročil s Teodelindo, hčerko vojvode Garibalda I. Bavarskega. Katoliška Teodelinda, prijateljica papeža Gregorja I., se je zavzemala za pokristjanjevanje Langobardov, Autari pa se je odločil za politiko mednarodne sprave in poskušal reorganizirati državno upravo. Vojvode so morali odstopiti polovico svojih posesti za vzdrževanje kralja in njegovega dvora v Pavii. Na zunanjepolitičnem področju je Autariju uspelo preprečiti nevarno zavezništvo med Franki in Bizantinskim cesarstvom.
Autari je leta 591 umrl. Nasledil ga je torinski vojvoda Agilulf, ki se je še isto leto poročil z njegovo vdovo. Zatrl je upor vojvod v severni Italiji, leta 601 osvojil Padovo, leta 603 Mantovo in Cremono in prisilil ravenskega eksarha k plačevanju davka. Leta 616 je umrl. Po njegovi smrti je nekaj časa vladala Teodelinda, potem pa jo je nasledil Adaloald. Adaloalda je leta 626 odstavil vodja arijanske opozicije Arioald, ki se je poročil s Teodolindino hčerko Gundepergo in nato sam vladal do leta 636.
Nasledil ga je Rotari, katerega mnogo zgodovinarjev šteje za najbolj energičnega langobardskega kralja. Leta 643 je osvojil Ligurijo in preostala bizantinska ozemlja v notranjem Venetu, vključno rimskim mestom Opitergium (Oderzo). Objavil je tudi slavni Edictum Rothari (Rotarijev edikt), pisan v latinščini, v katerem so bili zbrani zakoni in običaji njegovega ljudstva. Edikt ni veljal za langobardske vazale, ki so lahko obdržali svojo zakonodajo. Leta 652 ga je nasledil sin Rodoald, ki je bil še zelo mlad in so ga njegovi nasprotniki po enem letu vladanja leta 653 ubili.
Po smrti kralja Ariperta I. leta 661 se je kraljestvo razdelilo med njegova sinova Perktarita, ki je za prestolnico izbral Milano, in Godeperta, ki je vladal iz Pavie (Ticinum). Perktarita je odstavil Grimoald, sin furlanskega in beneventskega vojvode Gizulfa. Odstavljeni kralj je pobegnil k Avarom in nato k Frankom. Grimoaldu je uspelo prevzeti oblast nad vojvodinami in preprečiti poskuse bizantinskega cesarja Konstansa II., da bi osvojil južno Italijo. Porazil je tudi Franke. Po njegovi smrti leta 671 se je Perktarit vrnil in spodbujal strpnost med arijanci in katoliki, vendar mu arijanske stranke, ki jo je vodil trentski vojvoda Alahis, ni uspelo premagati. Vojvoda se je vdal šele njegovemu sinu, katoliško usmerjenemu Kunipertu. 
Langobardi so se v tem času večkrat ostro spopadli s slovanskimi ljudstvi in leta 623-626 neuspešno napadli Karantance. Leta 663-664 so Slovani vdrli v Vipavsko dolino in Furlanijo.

#### Katoliško obdobje
V naslednjih letih so se v kraljestvu dogajali predvsem verski spori in vdori Slovanov. Leta 705 so Slovani porazili furlanske Langobarde in osvojili ozemlje zahodno od Soče, se pravi sedanjo Goriško in Beneško Slovenijo. Vzpostavila se je nova etnična meja, ki traja že več kot 1200 let.
Langobardska moč je začela okrevati šele pod kraljem Liutprandom, Ansprandovim sinom in naslednikom brutalnega Ariperta II., ki je prestol zasedel leta 712. Liutprandu je uspelo do neke mere vzpostaviti oblast v Spoletu in Beneventu in izkoristiti nesoglasja med papežem in Bizantinskim cesarstvom, povezana z ikonoklazmom. Osvojil je Ravenski eksarhat in Rimsko vojvodino in ju priključil k svojemu kraljestvu. Frankovskemu majordomu Karlu Martelu je pomagal odbiti napad Arabcev z Iberskega polotoka. Slovane, ki so poskušali osvojiti Furlansko nižino, je leta 720 porazil v bitki pri Lavarianu. Njegov naslednik Aistulf je osvojil Raveno, vendar jo je moral po porazu v vojni s frankovskim kraljem Pipinom Malim, ki je interveniral na papežev poziv, vrniti. 
Po Aistulfovi smrti je langobardski prestol poskušal zasesti Rathis, vendar ga je toskanski vojvoda Deziderij odstavil in sam postal zadnji Langobard na langobardskem prestolu. Dezideriju je uspelo dokončno osvojiti Raveno in pregnati Bizantince iz severne Italije. Ponovno je sprožil vojno s papežem, ki je podpiral vojvodi Spoleta in Beneventa, in leta 772 kot prvi langobardski kralj vstopil v Rim. Papež Hadrijan je na pomoč poklical frankovskega kralja Karla Velikega, ki je pri Susi porazil Deziderija in začel oblegati Pavio. Deziderijevega sina Adelhisa je prisilil, da je frankovski vojski odprl vrata Verone. Deziderij se je leta 774 vdal in Karel Veliki je privzel naslov kralja Langobardov. Njegova odločitev je bila skrajno nenavadna, saj do tedaj noben germanski vladar ni privzel naslova kralja podjarmljenega kraljestva. Karel je na delu langobardskega ozemlja prepustil papežem. Ozemlje je bilo zametek kasnejše Papeške države. 
Na prisotnost Langobardov v severni Italiji spominja ime pokrajine Lombardije, v kateri so pomembna langobardska mesta Brescia, Bergamo, Milano in stara prestolnica Pavia.

### Kasnejša zgodovina

#### Združena kneževina Benevento (774–849)
Po frankovski zasedbi Langobardskega kraljestva s prestolnico Pavia niso niti Karel Veliki niti njegovi nasledniki poskušali osvojiti langobardskih posesti južno od Papeške države. Leta 774 je vojvoda Arehis II. Beneventski svojo vojvodino razglasil za državo naslednico Langobardskega kraljestva. Mesto Benevento je poskušal pretvoriti v secundum Ticinum – drugo Pavio. Poskušal se je tudi razglasiti za langobardskega kralja, vendar za kaj takega brez zunanje podpore ni imel nobene možnosti in se je zadovoljil z naslovom princeps - knez.
Karel Veliki in njegov sin Ludvik Pobožni sta poskušala z vojsko prisiliti beneventskega vojvodo k pokorščini, vendar Arehis danih obljub nikoli ni izpolnil. Tako on kot njegovi nasledniki so bili de facto neodvisni vladarji. 
Langobardi v južni Italiji so bili odtlej v nenavadnem položaj posestnikov ozemlja, ki sta si ga lastila dva imperija: karolinški na severu in zahodu in bizantinski na vzhodu. Obljube in jamstva, da bodo Karolinškemu cesarstvu plačevali davke, nikoli niso povsem izpolnili in bili izven frankovskega nadzora. Benevento je dosegel svoj največji obseg, ko je leta 838 osvojil Amalfi in prisilil Bizantincem lojalno Neapeljsko vojvodino k plačevanju davkov. V tem trenutku je langobardska oblast zajemala večino južne Italije in na jugu segala do Apulije in Kalabrije z vsemi pripadajočimi mesti. V 9. stoletju se je skrčila na nekdanjo grško Apulijo. Med Sikardovo vojno z Andrejem II. Neapeljskim je postalo ozemlje na jugu odprto za vdore Saracenov. Po njegovem umoru leta 839 je Amalfi razglasil svojo neodvisnost, za oblast v Beneventu pa sta se začeli boriti dve frakciji, ki sta kneževino ohromili in jo naredili občutljivo za zunanje sovražnike.
Državljanska vojna je trajala deset let. Končala se je z mirovno pogodbo, ki jo je leta 849 vsilil cesar Ludvik II., edini frankovski vladar, ki je vladal vsem langobardskim državam. S pogodbo je bilo kraljestvo razdeljeno na dve državi: Kneževino Benevento in Kneževino Salerno s prestolnico Salerno ob Tirenskem morju.

#### Južna Italija in Arabci (836–915)
Andrej II. Neapeljski je za svojo vojno s Sikardom Beneventskim leta 836 najel arabske najemnike. Sikard se je nanje odzval z najemom svojih arabskih najemnikov. Saraceni so svoje napade na začetku usmerili predvsem na Sicilijo in bizantinsko Italijo, Radelhis I. Beneventski pa je kmalu najel še več muslimanov, ki so leta 841 uničili Capuo. Sedanjo ali Novo Capuo je na bližnjem hribu ustanovil capuanski gastald Landulf I. Langobardski knezi so bili na splošno manj nagnjeni k najemanju muslimanov kot njihovi grški sosedje v Amalfiju, Gaeti, Neaplju in Sorentu. Moč najemnikov je kmalu tako zrasla, da je moral GuaIfer Salernski priznati njihovo suverenost.
Leta 847 je velika muslimanska vojska osvojila Bari, ki je bil v posesti langobardskega gastalda Pandenulfa. Muslimansko prodiranje proti severu se je nadaljevalo, dokler ni Adelhis Beneventski za pomoč zaprosil svojega suverena Ludvika II. Ludvik se je povezal z bizantinskim cesarjem Bazilijem I. in s skupnimi močmi sta leta 869 pregnala muslimane iz Barija. Ludvik je premagal tudi arabsko vojsko, ki se je izkrcala leta 871. Adelhis in Ludvik sta se vojskovala do Ludvikove smrti leta 875. Adelhis, ki se je imel za pravega naslednika langobardskih kraljev, je kot tak zadnji dopolnil langobardski zakonik Edictum Rothari. 
Po Ludvikovi smrti je Landulf II. Capuanski poskušal s Saraceni skleniti zavezništvo, vendar ga je papež Janez VIII. prepričal, da tega ni naredil. Guajmar I. Salernski je nato z bizantinsko vojsko premagal Saracene. Langobardi so v tem času stalno prestopali z ene strani na drugo. Proti letu 915 je papežu Janezu X. le uspelo združiti vse krščanske kneze iz južne Italije. Njihova vojska je leta 915 v bitki pri Gariglianu premagala Saracene in jih nato dokončno pregnala iz Italije.

#### Langobardske kneževine v 10. stoletju
Neodvisna država Salerno je spodbudila gastalde Capue k razmišljanju o neodvisnosti. Proti koncu 9. stoletja so se začeli naslavljati s knezi in se razglasili za tretjo langobardsko državo. Leta 900 je Atenulf Capuanski združil državi Capua in Benevento in ju razglasil za neločljivi. Ločili sta se samo leta 982 po smrti Pandulfa Železnoglavega. Z združitvijo vseh Langobardov v južni Italiji, razen Salerna, se je Atenulf počutil dovolj močnega, da je začel uporabljati naslov princeps gentis Langobardorum – knez Langobardov, ki ga je pred njim uporabljal Arehis II. leta 774. 
Med Atenulfovimi nasledniki so bili skoraj celo stoletje samo očetje, sinovi, bratje, bratranci in strici. Sredi 10. stoletja je začel naslov Langobardorum gentis princeps uporabljati Gizulf I. Salernski, čeprav se je njegov ideal združitve vseh langobardskih kneževin pod enim vladarjem izpolnil samo decembra 977, ko je Gizulf umrl in je vse posesti nasledil Pandulf Železnoglavi. Pandulf je nekaj časa vladal skoraj celi Italiji južno od Rima in povezal Langobarde s Svetim rimskim cesarstvom. Po njegovi smrti se je ozemlje ponovno razdelilo. 
Landulf Rdeči, vojvoda Beneventa in Capue, je poskušal s pomočjo Ivana III. Neapeljskega osvojiti Kneževino Salerno, vendar ga je Gizulf s pomočjo Mastala I. Amalfskega odbil. Vladarji Beneventa in Capue so v tistem času večkrat poskušali osvojiti bizantinsko Apulijo, namesto tega pa je proti koncu stoletja odločni bizantinski cesar Bazilij II. zasedel langobardsko ozemlje. 
Osnovni vir podatkov za zgodovino južnoitalijanskih langobardskih kneževin v tistem času je Salernska kronika (Chronicon Salernitanum), napisani v 10. toletju v Salernu.

#### Normanska osvajanja (1017–1078)
Okrnjena Beneventska kneževina je kmalu izgubila svojo neodvisnost v korist papeštva in izgubila svoj vpliv, potem pa so jo osvojili Normani. Normane so v Italijo prvi poklicali Langobardi sami, da bi se vojskovali z Bizantinci za oblast v Apuliji in Kalabriji, vendar so kmalu postali njihovi tekmeci. Salernska kneževina, ki je pod Gujmarjem III. in Gujmarjem IV. doživljala svojo zlato dobo, je pod Gizulfom II. izgubila vso svojo moč in je po poroki Gizulfove sestre Sikelgajte z Normanom Robertom Guiscardom leta 1078 prišla pod normansko oblast. Kneževina Capua, ki se je med vladavino osovraženega Pandulfa IV. – Abruškega volka in njegovega sina krepko upirala Normanom, je leta 1058 skoraj brez odpora prišla pod oblast Riharda Drengota. Capua se je leta 1091 uprla normanski oblasti, izgnala Rihardovega vnuka Riharda II. in za vladarja imenovala kneza Landa IV.
Capua je ponovno prišla pod normansko oblast po obleganju leta 1098 in po nizu neučinkovitih normanskih vladarjev hitro izgubila ves vpliv. Neodvisen položaj teh langobardskih držav na splošno dokazuje njihova sposobnost, da so same potrjevale svoje suverene. Kot vazali papeža ter bizantinskega ali svetega rimskega cesarja so bile glavna sila na jugu Italije, dokler jih niso prevladali njihovi vzhodni sosedje in nekdanji zavezniki Normani. Langobardi so imeli Normane za barbare, Bizantince pa za tlačitelje. Svojo kulturo so imeli za superiorno in so ustvarili pogoje za slavno Salernsko medicinsko šolo (Schola Medica Salernitana).

## Kultura

### Jezik
Langobardski jezik je izumrl. Ohranili sta se samo cimbrijsko in mohensko narečja v severovzhodni Italiji. Raba germanskega jezika v Italiji je začela upadati že v 7. stoletju, vendar se je na nekaterih raztresenih ozemljih ohranila približno do leta 1000. V pisni obliki so se ohranili samo odlomki in posamezne besede, citirane v latinskih besedilih. Iz skromnega besednega zaklada ni mogoče ugotoviti niti morfologije niti sintakse langobardskega jezika. Njegova klasifikacija temelji izključno na fonologiji. Na tej osnovi je razvrščen med labska germanska oziroma gornjegermanska narečja.
Langobardski odlomki so se ohranili tudi na runskih napisih. Medje sodita napis na bronastem schretzheim toku približno iz leta 600 in srebrni pforzenski pasni zaponki. 
Veliko latinskih besedil vsebuje langobardska imena, langobardska pravna besedila, pisana v latinščini, pa izraze iz narečnega pravnega besednjaka. 
V italijanskem jeziku se je ohranilo veliko langobardskih besed, čeprav jih je včasih težko razlikovati od drugih germanskih sposojenk, na primer gotskih in frankovskih. Mednje spadajo besede landa iz land (dežela), guardia iz wardan (čuvaj), guerra iz werra (vojna) in guadare iz wadjan (brêsti).

### Družbena ureditev

#### Obdobje preseljevanje ljudstev
Med bivanjem na ustju Labe so prišli Langobardi v stik z drugimi zahodnogermanskimi ljudstvi, predvsem s Sasi in Frizijci. Oboji, zlasti Sasi, so bili dolgo časa v stiku s Kelti, od katerih so prevzeli togo družbeno organizacijo kast, ki je bila v drugih germanskih ljudstvih redka.
Langobardske kralje se lahko sledi vse do obdobja okoli leta 380, se pravi do začetka velikega preseljevanja ljudstev. Položaj kralja se je med germanskimi ljudstvi razvil v obdobju, ko so spoznala, da potrebujejo enega samega vojaškega poveljnika. Schmidt je prepričan, da so bila germanska plemena razdeljena po kantonih in da je bila njihova najstarejša oblika vladavine generalna skupščina, ki je v času konfliktov izbrala poglavarje kantonov in vojaške poveljnike. Oboji so bili izbrani verjetno iz plemiške kaste. V vojnah med selitvami se je kraljeva moč razvila do te mere, da je kralj postal predstavnik ljudstva tudi v miru, vendar vpliv ljudstva na vladanje ni povsem izginil. Langobardsko plemensko ureditev med selitvijo opisuje Pavel Diakon: 
... da bi povečali število svojih vojščakov, so [Langobardi] dali svobodo mnogo zasužnjenim podložnikom. Njihovo svobodo so potrdili na svoj ustaljen način s puščico in izrekanjem določenih besed.
Zdi se, da so popolno svobodo podeljevali samo Franki in Langobardi.

#### Družba v katoliškem kraljestvu
V Langobardskem kraljestvu je bila družba razdeljena v razrede, primerljive z razredi v drugih germanskih nasledstvenih državah Rimskega cesarstva - frankovski Galiji in vizigotski Španiji. V najvišjem razredu so bili kralj in plemstvo, katerim so sledili svobodnjaki, nesvobodni podložniki in sužnji. Aristokracija je bila revnejša, bolj urbanizirana in je posedovala manj zemlje kot drugje. Langobardsko plemstvo je, v nasprotju s frankovskim, raje živelo v mestih in je posedovalo malo več kot dvakrat toliko zemlje kot razred trgovcev. Izjeme so bili kralj in najbogatejši vojvode. Frankovski provincijski aristokrati so posedovali ogromna posestva, tudi več sto krat večja od tistih v razredu pod njimi. Langobardska aristokracija v 8. stoletju je bila zelo odvisna od kralja. Njihovi dohodki so bili povezani zlasti s sodstvom. Dokumenti iz tistega obdobja omenjajo številne langobardske plemiče na položajih iudices (sodniki), čeprav so imeli hkrati tudi pomembne vojaške ali zakonodajne funkcije.
Svobodnjaki so bili mnogo bolj številni kot v frankovskih državah, zlasti v 8. stoletju. Najštevilčnejši podložniki Langobardskega kraljestva so bili mali zemljiški posestniki, poljedelci in najemniki, ki so posedovali morda več kot polovico zemlje v langobardski Italiji. K svobodnjakom so spadali exercitales in viri devoti, se pravi vojaki in nekakšni rezervisti, ki so tvorili langobardsko naborniško vojsko. V službo so jih vpoklicali bolj redko ali nikoli, ker vojskovanje očitno ni bila njihova prva naloga. Razred malih zemljiških posestnikov je imel zelo majhno politično moč in ni mogel vplivati niti na politiko niti na zakonodajo kraljestva, aristokracija pa je imela mnogo večjo politično moč kot v sosednji Galiji in Španiji.
Za urbanizacijo langobardske Italije so bila značilna città ad isole – mesta kot otoki. Iz arheologije je razvidno, da so se velika mesta v langobardski Italiji — Pavia, Lucca, Siena, Arezzo in Milano — izoblikovala kot otoki znotraj obzidij starih rimskih mest. Rimska mesta so bila v nizu vojn v 5. in 6. stoletju močno porušena. Ruševine in antični spomeniki so postali travniki, na katerih se je pasla živina. Rimski forum, na primer, je postal Campo Vaccino – pašnik za krave. Deli mest, ki so bili nedotaknjeni, so bili zelo majhni ali majhni. Na njih so se ohranile predvsem stolnice ali glavne cerkve, nekaj javnih zgradb in hiš aristokratov. Večina zgradb je bila lesenih. Naseljene dele mest, tudi znotraj mestnega obzidja, so pogosto ločevali pašniki.

#### Langobardske države
- langobardska država v Karpatih (6. stoletje)
- langobardska država v Panonski nižini (6. stoletje)
- langobardsko Italsko kraljestvo
- Kneževina Benevento
- Kneževina Salerno
- Kneževina Capua

### Verska zgodovina

#### Poganstvo
Langobardski miti kažejo, da so Langobardi pred odhodom iz južne Skandinavije na južno obalo Baltika častili dobre bogove Vane. Ko so kasneje prišli v stik z drugimi germanskimi ljudstvi, so začeli častiti Aze. Sprememba je pomenila prehod s čaščenja bogov, povezanih z zemljo in plodnostjo, na čaščenje vojnih bogov.
Rimski zgodovinar Tacit v 40. poglavju Germaniae, v katerem razpravlja o svebskih plemenih v Germaniji, piše, da so bili Langobardi eno od tistih svebskih plemen, ki jih je združevalo čaščenje boginje Nertus, ki se pogosto istoveti nordijsko boginjo Freyjo. Druga plemena so bili Revdigni, Avioni, Angli, Varini, Evdozi, Suarini in Nujtoni.
Sveti Barbat Beneventski je med Langobardi vojvode Romualda, sina kralja Grimoalda, opazil mnogo poganskih obredov in običajev.
Častili so zlatega gada in pred njim padali na kolena. Praznoverno so častili tudi drevo, na katero so obesili kože zveri. Svoje obrede so zaključili z javnimi igrami, na katerih je koža služila za tarčo, na katero so lokostrelci streljali čez svoja ramena.

#### Pokristjanjenje
Langobardi so se s krščanstvom prvič srečali že v Panoniji, vendar samo srečali. Njihovo pokristjanjenje je bilo večinoma samo formalno in daleč od popolnega. Med vladavino kralja Vaha so bili rimskokatoliški zavezniki Bizantinskega cesarstva, kralj Alboin pa se je kot zaveznik Ostrogotov spreobrnil v arijanstvo in napadel Italijo. Vse krščanske spreobrnitve so bile značilne predvsem za aristokracijo, medtem ko so podložniki ostali pogani.
V Italiji je bil velik pritisk za spreobrnitev v katolištvo. Po prihodu katoliške bavarske kraljice Teodelinde je prišlo Langobardsko kraljestvo pod velik vpliv katoliške cerkve. Po začetni podpori poskusu bizantinskih cesarjev, da bi našli kompromis med pravoslavnim in katoliškim krščanstvom (shizma Tri poglavja), je Teodelinda podprla in ostala v tesnih stikih s papežem Gregorjem I.. Leta 603 je njen sin in bodoči kralj Adaloald sprejel katoliški krst. V naslednjem stoletju se je v Avstriji (severovzhodni Italiji) in vojvodini Benevento nadaljevalo arijanstvo in poganstvo. Agresivni langobardski arijanski kralji so predstavljali stalno grožnjo papeštvu v Rimu. 
V 7. stoletju je uradno krščanska aristokracija v Beneventu še vedno prakticirala poganske obrede, na primer žrtvovanje v svetem gozdu, do konca vladavine kralja Kunikperta pa so bili Langobardi bolj ali manj povsem pokristjenjeni. Pod kraljem Liutprandom je krščanstvo postalo očitno, ker je kralj poskušal svoj naslov rex totius Italiae – kralj cele Italije upravičiti z združitvijo italijanskega severa in juga ter italo-romanskih in germanskih podložnikov v enotno katoliško državo.

#### Beneventsko krščanstvo
V vojvodini in nato kneževini Benevento v južni Italiji se je v 7. in 8. stoletju razvil edinstven krščanski obred, ki je bil bolj podoben ambrozijanskemu kot rimskemu obredu. Beneventski obred ni preživel v svoji popolni obliki, čeprav se je ohranila večina glavnih praznikov in več lokalnih praznikov. Obred je bil manj popoln, manj sistematičen in liturgično bolj prilagodljiv kot rimski. Značilnost obreda je bilo monotono beneventsko cerkveno petje, ki je nastalo pod langobardskim vplivom in je bilo podobno ambrozijanskemu petju v langobardskem Milanu. V 11. stoletju ga je zamenjalo gregorijansko petje. 
Glavno središče beneventskega petja je bil benediktinski samostan Monte Cassino, eden od prvih in največjih v zahodnem meništvu. Vojvoda Gizulf II. Beneventski mu je leta 744 daroval ogromne posesti, ki so postale osnova za pomembno državo Terra Sancti Benedicti – Ozemlje svetega Benedikta, ki je bila podložna samo Rimu. Vpliv Monte Cassina na krščanstvo v južni Italiji je bil neizmeren. Bil je tudi središče, v katerem se je razvila še ena značilnost beneventskega meništva – raba beneventske pisave, ki se je razvila iz rimske kurzive, kakršno so uporabljali Langobardi.

### Umetnost
Med selitvami so Langobardi ustvarjali predvsem umetnine, ki so jih lahko odnesli s seboj, na primer nakit in orožje. Ohranilo relativno malo njihovih umetnin, ki so podobne umetninam drugih germanskih ljudstev v severni in srednji Evropi iz istega obdobja.
Prva velika sprememba germanskega sloga se je pri Langobardih zgodila v Panoniji in zlasti v Italiji pod vplivom lokalnih bizantinskih in krščanskih slogov. Spreobrnitev iz nomadstva in poganstva v stalno naselitev in krščanstvo sta odprla pot novim umetniškim izrazom, na primer arhitekturi, predvsem cerkveni, in spremljajoči dekorativni umetnosti, na primer freskam. 
- Izboklina z langobardskega ščita, severna Italija, 7. stoletje, Metropolitan Museum of Art
- Lagobardska fibula
- Steklen pivski rog s Castel Trosina
- Langobardski zlat križ
- Langobardski fibuli iz Čedada
- Rathisov oltar v Čedadu
- Svetniki, izdelani po bizantinskem zgledu, Tempietto Longobardo, Čedad
- Krstilnik patriarha Kalista, 730-740, Muzej krščanstva, Čedad
- Železna langobardska krona, premer 15 cm, stolnica v Monzi
- Fibula, okrog leta 600
- Čelada, Mestni arheološki muzej, Bergamo
- Oltar vojvode Rahisa, istrski kamen, 737, Muzej krščanstva, Čedad

#### Arhitektura
Ohranilo se je samo nekaj langobardskih zgradb, ker so večino podrli, prezidali ali obnovili. Langobardsko arhitekturo so v 20. stoletju temeljito preučili in ugotovitve objavili leta 1919 v štirih knjigah z naslovom Langobardska arhitektura avtorja Arthurja Kingsleya Porterja.
V Čedadu se je ohranila majhna molilnica Oratorio di Santa Maria in Valle, ki je verjetno eden od najstarejših ohrajenih primerov langobardske arhitekture, saj je bil Čedad prvo langobardsko mesto v Italiji. Deli langobardskih zgradb so se ohranili tudi v Pavii (San Pietro in Ciel d'Oro, kripti v Sant'Eusebio in San Giovanni Domnarum) in Monzi (stolnica). Langobardske elemente imata tudi Basilica autariana v Fara Gera d'Adda pri Bergamu in cerkev San Salvatore v Brescii. Vse omenjene zgradbe so v severni Italiji (Langobardia major), najbolje ohranjene langobardske zgradbe pa so v južni Italiji (Langobardia minor). Mednje spada cerkev svete Sofije v Beneventu, ki jo je leta 760 zgradil beneventski vojvoda Arehis II.. V cerkvi so ohrajene langobardske freske, na stebrih pa napisi v langobardski kapitali.
Langobardska arhitektura je cvetela predvsem med vladavinami katoliških monarhov, zlasti Teodelinde, Liutpranda in Deziderija, ki so z ustanavljanjem samostanov širili svojo politično moč. V tem času je bila ustanovljena tudi opatija Bobbio.
V nekaj langobardskih zgradbah iz 9. in 10. stoletja so odkrili elemente, značilne za kasnejšo romaniko. Te zgradbe in nekaj podobnih zgradb v južni Franciji in Kataloniji spadajo v prehodno obdobje med predromaniko in popolno romaniko.

### Primarni viri
- Cosmographer of Ravenna
- Historia Langobardorum Codicis Gothani
- Historia Langobardorum
- Origo Gentis Langobardorum
- Tacit. Anali
- Tacit. Germania

### Drugi viri
- Bluhme, Friedrich. Gens Langobardorum
- Bruckner, Wilhelm. Die Sprache der Langobarden
- Christie, Neil (1995). The Lombards: the ancient Longobards. The Peoples of Europe. Oxford: Blackwell.
- Everett, Nicholas (2003). Literacy in Lombard Italy, c. 568-774. Cambridge: Cambridge University Press. ISBN 9780521819053.
- Fröhlich, Harmann. Studien zur langobardischen Thronfolge - Zur Herkunft der Langobarden - Quellen und Forschungen aus italienischen Archiven und Bibliotheken (QFIAB)
- Giess, Hildegard. The Sculpture of the Cloister of Santa Sofia in Benevento. The Art Bulletin 41 (3, september 1959): 249–256.
- Grimm, Jacob. Deutsche Mythologie.
- Gwatkin, H. M., Whitney, J. P. (uredniki). The Cambridge Medieval History. Volume II — The Rise of the Saracens and the Foundations of the Western Empire. Cambridge University Press, 1926.
- Hallenbeck, Jan T.. Pavia and Rome: The Lombard Monarchy and the Papacy in the Eighth Century. Transactions of the American Philosophical Society New Series 72 (4, 1982): 1–186.
- Hammerstein-Loxten. Freiherren von. Bardengau.
- Hartmann, Ludo Moritz. Geschichte Italiens im Mittelalter. Vol. II.
- Hodgkin, Thomas. Italy and Her Invaders. Clarendon Press.
- Menghin, Wilifred. Die Langobarden / Geschichte und Archäologie. Theiss.
- Oman, Charles. The Dark Ages 476–918. London, 1914.
- Pohl, Walter, Erhart, Peter. Die Langobarden / Herrschaft und Identität.
- Priester, Karin. Geschichte der Langobarden / Gesellschaft - Kultur - Altagsleben. Theiss.
- Rothair; Grimwald. Liutprand; Ratchis; Aistulf. The Lombard Laws. Philadelphia: University of Pennsylvania Press. ISBN 0-8122-1055-7.
- Santosuosso, Antonio. Barbarians, Marauders, and Infidels: The Ways of Medieval Warfare. 2004. ISBN 0-8133-9153-9.
- Schmidt, Dr. Ludwig. Älteste Geschichte der Langobarden.
- Wegewitz, Willi. Das langobardische Brandgräberfeld von Putensen. Kreise Harburg.
- Wickham, Christopher (1998). Aristocratic Power in Eighth-Century Lombard Italy. V Goffart, Walter A.; Murray, Alexander C. After Rome's Fall: Narrators and Sources of Early Medieval History. Toronto: University of Toronto Press. str. 153–170. ISBN 0-8020-0779-1.
- Wiese, Robert. Die älteste Geschichte der Langobarden.
- Zeuss, Kaspar. Die Deutschen und die Nachbarstämme.